# Войткевич, Витольд
Ви́тольд Войтке́вич (пол. Witold Wojtkiewicz; 29 декабря 1879, Варшава — 14 июня 1909, там же) — польский художник, рисовальщик и график. Его сочинения демонстрируют черты стиля модерн, символизма и экспрессионизма.
Его отец, Станислав Войткевич, кассир Варшавского Коммерческого Банка, был недоволен интересом сына к искусству; его мать, Анеля, была занята воспитанием одиннадцати детей.
Несмотря на это, Витольд Войткевич учился в Варшавской школе рисунка, а в 1903—1904 годах — в краковской Академии изящных искусств у Леона Вычулковского. В 1902 году начал учёбу в Санкт-Петербургской Академии, но покинул её уже через восемь дней после поступления.
В 1905 году Войткевич стал членом группы художников, созданной Леопольдом Готтлибом и Властмилом Гофманом.
Войткевич завёл дружбу с писателем Тадеушом Бой-Желенским и сотрудничал с его краковским кабаре «Зелёный шарик» в кафе «Яма Михалика».
Создавал также сатирические тексты для журнала «Kolce» («Колючки»).
Занимался книжной графикой. Его творения отличались спутанным, капризным штрихом.
На выставке в Берлине его картины обратили на себя внимание Мориса Дени и Андре Жида. Андре Жид устроил ему персональную выставку в парижской галерее Дрюо.
Войткевич скончался в возрасте 29 лет из-за врождённого неизлечимого порока сердца.

## Галерея

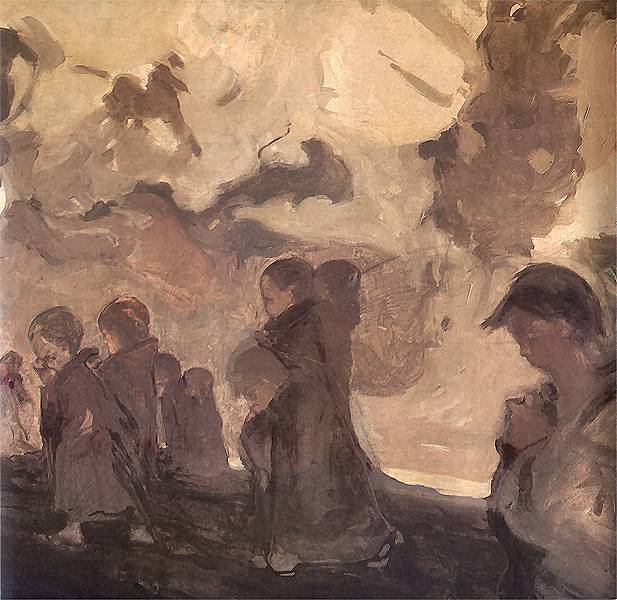
Крестовый поход детей. 1905
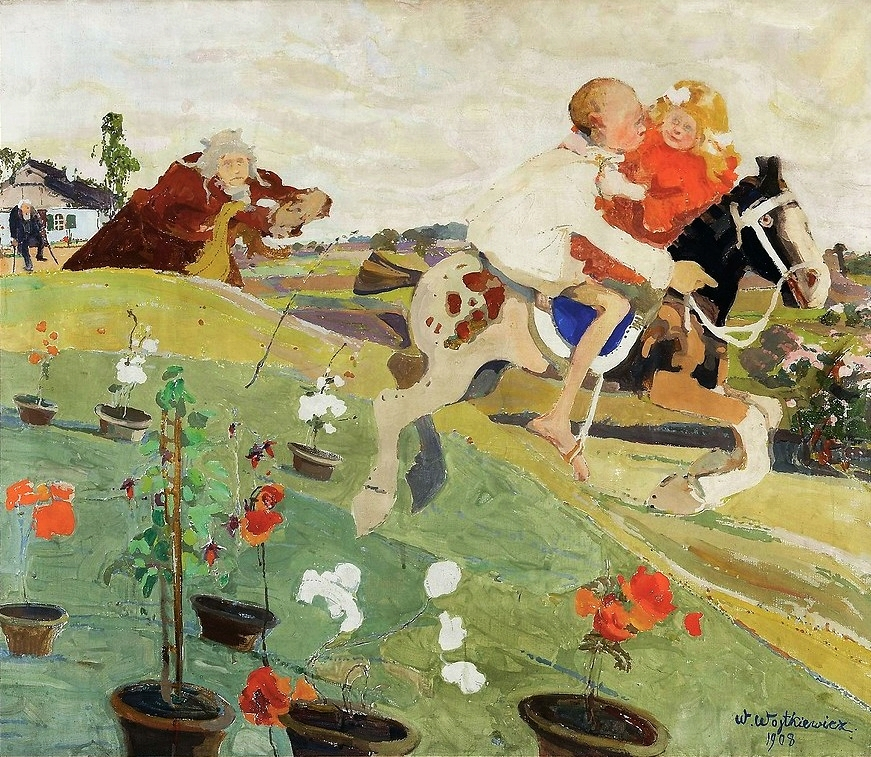
Похищение королевны. 1908
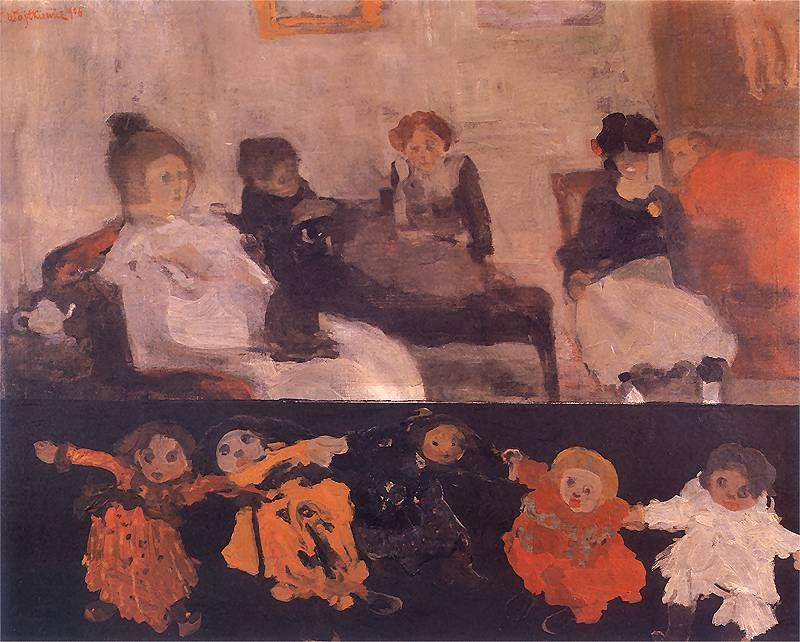
Куклы. 1908